# Mogens Frey
Mogens Frey Jensen (Glostrup, 2 de julio de 1941) es un deportista danés que compitió en ciclismo en las modalidades de pista, especialista en las pruebas de persecución, y ruta.
Participó en los Juegos Olímpicos de México 1968, obteniendo dos medallas, oro en la prueba de persecución por equipos (junto con Gunnar Asmussen, Reno Olsen y Per Lyngemark) y plata en persecución individual.
Ganó dos medallas en el Campeonato Mundial de Ciclismo en Pista, oro en 1968 y plata en 1967.
En carretera consiguió la medalla de plata en el Campeonato Mundial de Ciclismo en Ruta de 1969, en la contrarreloj por equipos, y obtuvo una victoria de etapa en el Tour de Francia de 1970.

## Medallero internacional

### Ciclismo en pista
| Juegos Olímpicos   | Juegos Olímpicos          | Juegos Olímpicos | Juegos Olímpicos           |
| Año                | Lugar                     | Medalla          | Competición                |
| ------------------ | ------------------------- | ---------------- | -------------------------- |
| 1968               | Ciudad de México (México) | Medalla de oro   | Persecución por equipos    |
| 1968               | Ciudad de México (México) | Medalla de plata | Persecución individual     |
| Campeonato Mundial |                           |                  |                            |
| Año                | Lugar                     | Medalla          | Competición                |
| 1967               | Ámsterdam (Países Bajos)  | Medalla de plata | Persecución individual (A) |
| 1968               | Montevideo (Uruguay)      | Medalla de oro   | Persecución individual (A) |

### Ciclismo en ruta
| Campeonato Mundial | Campeonato Mundial    | Campeonato Mundial | Campeonato Mundial       |
| Año                | Lugar                 | Medalla            | Competición              |
| ------------------ | --------------------- | ------------------ | ------------------------ |
| 1969               | Brno (Checoslovaquia) | Medalla de plata   | Contrarreloj por equipos |

## Palmarés
- 1963
  - Campeón de Dinamarca de persecución por equipos (con Preben Isaksson, Kurt vid Stein y Bent Hansen)
- 1964
  - Campeón de Dinamarca de persecución 
  - Campeón de Dinamarca de persecución por equipo (con Preben Isaksson, Kurt vid Stein y Bent Hansen)
- 1966
  - Campeón de Dinamarca de persecución
- 1967
  - Campeón de Dinamarca de persecución
- 1968
  - Medalla de oro a la prueba de persecución por equipos de los Juegos Olímpicos de México de 1968 (con Por Lyngemark, Reno Olsen y Gunnar Asmussen) 
  - a la prueba de Persecución individual de los Juegos Olímpicos de México de 1968 
  - Campeón del mundo de persecución individual amateur 
  - Campeón de Dinamarca de persecución 
  - Campeón de Dinamarca de persecución por equipos (con Reno Olsen, Por Lyngemark y Peder Pedersen)
- 1969 
  - 1r al GP ZTS Dubnica nad Vahom
- 1970
  - Vencedor de una etapa en el Tour de Francia
  - Vencedor de una etapa en la Midi Libre